# Date Tadamune
En aquest nom japonès, el cognom és Date.
Date Tadamune (伊達忠宗) fou un samurai japonés de començaments del període Tokugawa, membre de la branca de Sendai del clan Date, 18é cap d'aquest i segon Dàimio del domini de Sendai, des de 1636 a 1658, succeint en el càrrec a son pare, Date Masamune. Tadamune també va era mig-germà de Date Hidemune, Dàimio del domini d'Uwajima.